# Liste der Biografien/Gerb
Liste der Biografien |
Portal Biografien |
Personensuche
# |
A |
B |
C |
D |
E |
F |
G |
H |
I |
J |
K |
L |
M |
N |
O |
P |
Q |
R |
S |
T |
U |
V |
W |
X |
Y |
Z |
?
 
Ga |
Gb |
Gc |
Gd |
Ge |
Gf |
Gh |
Gi |
Gj |
Gk |
Gl |
Gm |
Gn |
Go |
Gp |
Gq |
Gr |
Gs |
Gu |
Gv |
Gw |
Gy |
Gz
 
Gea |
Geb |
Gec |
Ged |
Gee |
Gef |
Geg |
Geh |
Gei |
Gej |
Gek |
Gel |
Gem |
Gen |
Geo |
Gep |
Ger |
Ges |
Get |
Geu |
Gev |
Gew |
Gex |
Gey |
Gez
 
Gera |
Gerb |
Gerc |
Gerd |
Gere |
Gerf |
Gerg |
Gerh |
Geri |
Gerk |
Gerl |
Germ |
Gern |
Gero |
Gerp |
Gerr |
Gers |
Gert |
Geru |
Gerv |
Gerw |
Gery |
Gerz
Die Liste der Biografien führt alle Personen auf, die in der deutschsprachigen Wikipedia einen Artikel haben. Dieses ist eine Teilliste mit 204 Einträgen von Personen, deren Namen mit den Buchstaben „Gerb“ beginnt.

## Gerb

### Gerba
- Gerba, Ali (* 1981), kanadischer Fußballspieler
- Gerbaba, Shume (* 1982), äthiopischer Langstreckenläufer
- Gerbacea, Casius (* 1992), rumänischer Biathlet
- Gerbacea, Roland (* 1989), rumänischer Biathlet
- Gerbaix de Sonnaz, Carlo Alberto (1839–1920), italienischer Diplomat und Politiker, Gesandter in den Niederlanden, Portugal und Belgien sowie Senator
- Gerbal, Antonin (* 1986), französischer Jazz- und Improvisationsmusiker (Schlagzeug, Komponist)
- Gerbal, Nicolas (* 1985), französischer Fußballspieler
- Gerbaldi, Francesco (1858–1934), italienischer Mathematiker
- Gerban, Karl (* 1961), deutscher Fußballspieler
- Gerban, Mark (* 1979), erster Ruderer, der für den Staat Palästina bei Weltmeisterschaften antrat
- Gerbasi, Vicente (1913–1992), venezolanischer Dichter und Botschafter
- Gerbaulet, Françoise (* 1948), französische Schriftstellerin
- Gerbaulet, Karl-August Hermann (1862–1945), deutscher Landrat
- Gerbaulet, Max (1864–1949), Landrat des Kreises Warendorf (1900–1929)
- Gerbault, Alain (1893–1941), französischer Weltumsegler, Schriftsteller und Tennisspieler

### Gerbe
- Gerbe, Jean-Joseph Zéphirin (1810–1890), französischer Zoologe, Ornithologe, vergleichender Embryologe und Tierillustrator
- Gerbe, Nathan (* 1987), US-amerikanischer Eishockeyspieler
- Gerbel, Karl (1939–1997), österreichischer Elektromaschinenbauer, Kinderfreunde-Funktionär und Kulturmanager
- Gerbel, Nikolaus († 1560), deutscher Humanist
- Gerbel-Embach, Carl Nicolaus von (1837–1927), deutscher Schriftsteller und Herausgeber
- Gerber Rüegg, Julia (* 1957), Schweizer Politikerin (SP)
- Gerber, Adele (1863–1937), österreichische Redakteurin und Frauenrechtsaktivistin
- Gerber, Adrian (* 1983), Schweizer Eishockeyspieler
- Gerber, Alain (* 1943), französischer Autor und Jazzkritiker
- Gerber, Albert (1907–1990), Schweizer Zahnarzt
- Gerber, Albrecht (* 1967), deutscher Politiker (SPD), Minister für Wirtschaft und Energie Brandenburg
- Gerber, Alena (* 1989), deutsches Model und ModeratorinAlena Gerber (* 1989)

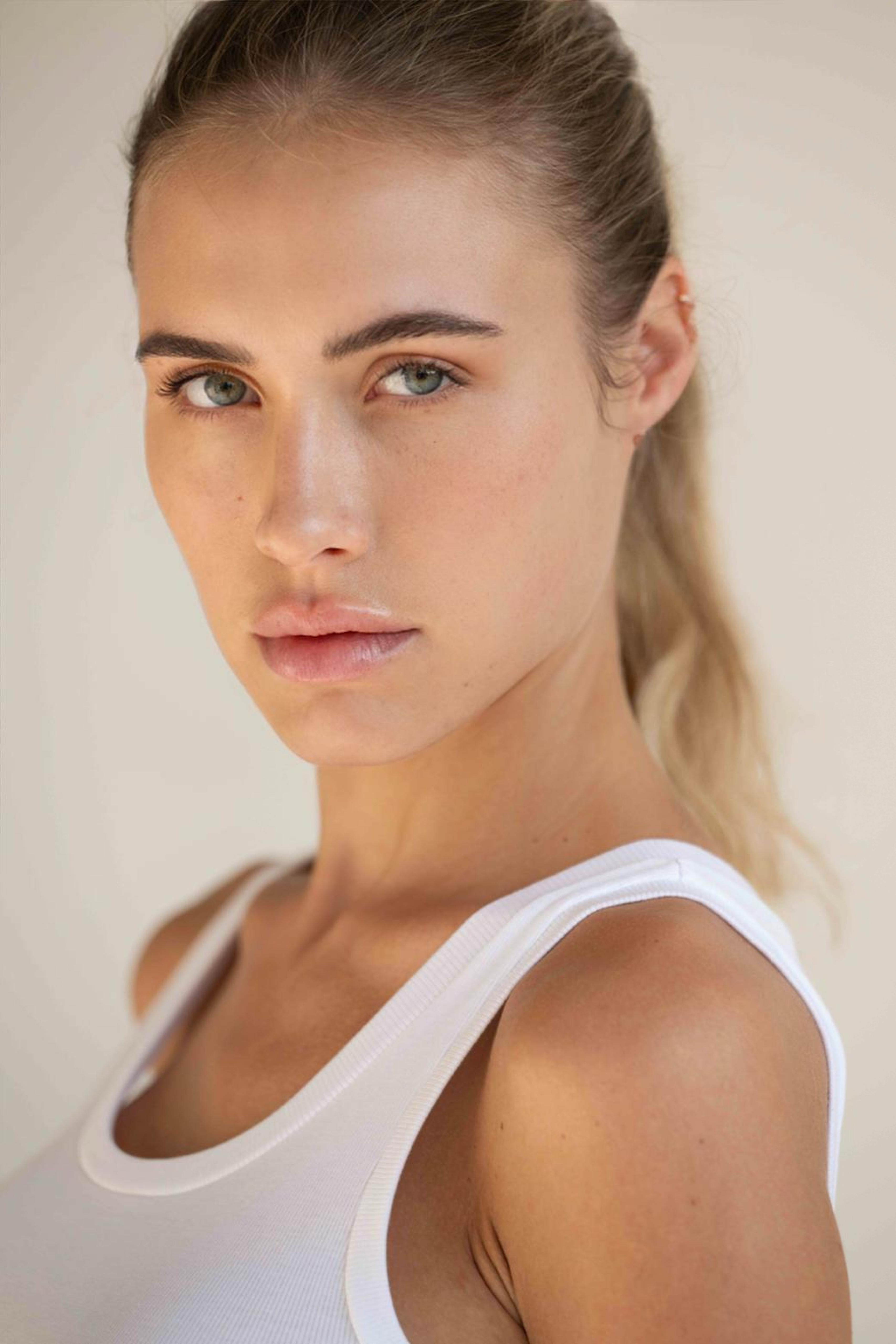
Alena Gerber (* 1989)

- Gerber, Alexander (1874–1971), deutscher Jurist und Präsident des Oberlandgerichts München
- Gerber, Alexander (* 1973), deutscher Informationswissenschaftler, Publizist und Unternehmer
- Gerber, Alla Jefremowna (* 1932), russische Journalistin
- Gerber, Andreas-Friedrich (1797–1872), Schweizer Arzt, Tierarzt, Erfinder und Fotograf
- Gerber, Andres (* 1973), Schweizer FussballspielerAndres Gerber (* 1973)

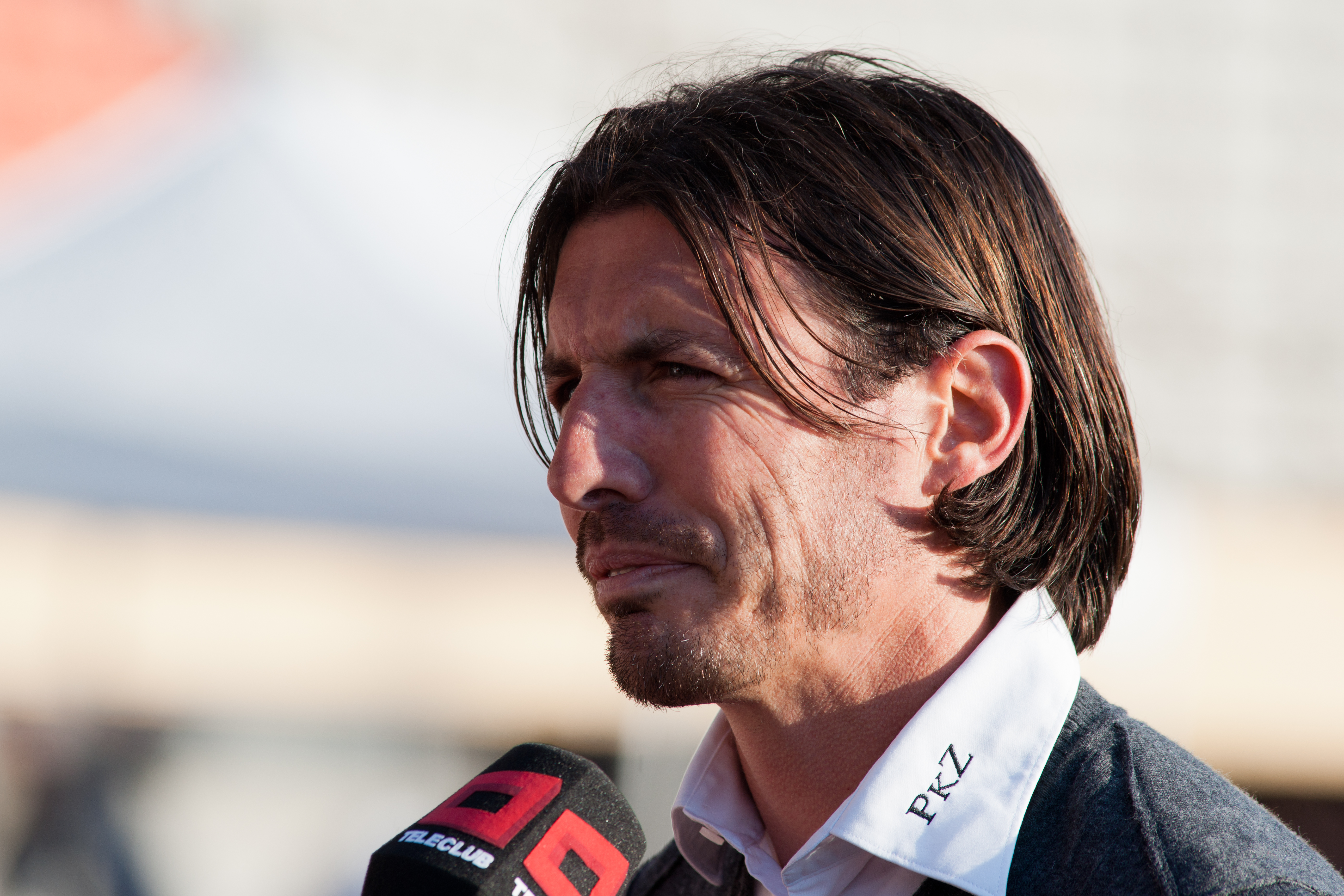
Andres Gerber (* 1973)

- Gerber, Andrew (1943–2002), US-amerikanischer Maler
- Gerber, Anke (* 1952), deutsche Clownin und Pantomimin
- Gerber, Anke (* 1970), deutsche Ökonomin und Hochschullehrerin
- Gerber, Beat (* 1982), Schweizer Eishockeyspieler
- Gerber, Bernd (* 1961), deutscher Fußballspieler
- Gerber, Berthold (1937–2018), deutscher Tischtennisfunktionär
- Gerber, Bill (* 1957), US-amerikanischer Film- und Fernsehproduzent und ehemaliger Musikmanager
- Gerber, Brigitta (* 1964), Schweizer Politikerin (Grünes Bündnis / BastA!)
- Gerber, Bruno (1936–2005), Schweizer Eishockeyspieler
- Gerber, Bruno (* 1964), Schweizer Bobfahrer
- Gerber, Carl (* 1985), deutscher Drehbuchautor
- Gerber, Carlos (* 1990), schweizerisch-kap-verdischer Snowboarder
- Gerber, Christian (1660–1731), deutscher lutherischer Pfarrer, Theologe und Schriftsteller
- Gerber, Christian (* 1952), Schweizer Mediziner
- Gerber, Christian (* 1976), deutscher Bandoneonist und Tangomusiker
- Gerber, Christian Gottlob (1686–1764), deutscher lutherischer Theologe
- Gerber, Christine (* 1963), deutsche evangelische Theologin
- Gerber, Christoph (* 1942), Schweizer Physiker
- Gerber, Daniel (* 1985), deutscher Politiker (Bündnis 90/Die Grünen), MdL
- Gerber, Eckhard (* 1938), deutscher Architekt und Hochschullehrer
- Gerber, Edmund (* 1988), deutscher Boxer
- Gerber, Ernst (1904–1976), deutscher Politiker (KPD, DFU, DKP), MdL
- Gerber, Ernst (1941–2010), Schweizer Jazzmusiker und Parkettbodenverleger
- Gerber, Ernst Ludwig (1746–1819), deutscher Komponist und Biograph
- Gerber, Ernst P. (1926–2017), Schweizer Journalist und Autor
- Gerber, Eugene John (1931–2018), US-amerikanischer Geistlicher, römisch-katholischer Bischof von Wichita
- Gerber, Fabian (* 1979), deutscher FußballspielerFabian Gerber (* 1979)

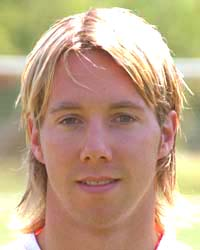
Fabian Gerber (* 1979)

- Gerber, Florian (* 1989), Schweizer Rechtsextremist
- Gerber, Franz (1902–1985), deutscher Politiker (SPD), MdBB
- Gerber, Franz (* 1953), deutscher Fußballspieler und -trainer
- Gerber, Friedrich (1828–1905), Schweizer evangelischer Geistlicher und Pädagoge
- Gerber, Fritz (1929–2020), Schweizer Manager
- Gerber, Gaylen (* 1955), US-amerikanischer Maler und Installationskünstler
- Gerber, Gerd (1944–2018), deutscher Kommunalpolitiker, Oberbürgermeister von Weingarten
- Gerber, Gioia (* 1992), Schweizer Sängerin
- Gerber, Gustav (1942–2018), deutscher Physiker
- Gerber, Guy (* 1975), israelischer DJ und Produzent in der elektronischen Musikszene
- Gerber, Hans (1889–1981), deutscher Rechtswissenschaftler
- Gerber, Hans (1903–1968), deutscher Architekt und Baubeamter
- Gerber, Hans (1904–1982), Schweizer Maschinenbauingenieur
- Gerber, Hans (1910–1978), Schweizer Bildhauer, Collagist und Zeichner
- Gerber, Hans (1917–2009), Schweizer Fotograf
- Gerber, Hans-Jürg (1929–2018), Schweizer Physiker und Hochschullehrer
- Gerber, Harry (1888–1959), deutscher Archivar und Historiker
- Gerber, Heiko (* 1972), deutscher FußballspielerHeiko Gerber (* 1972)

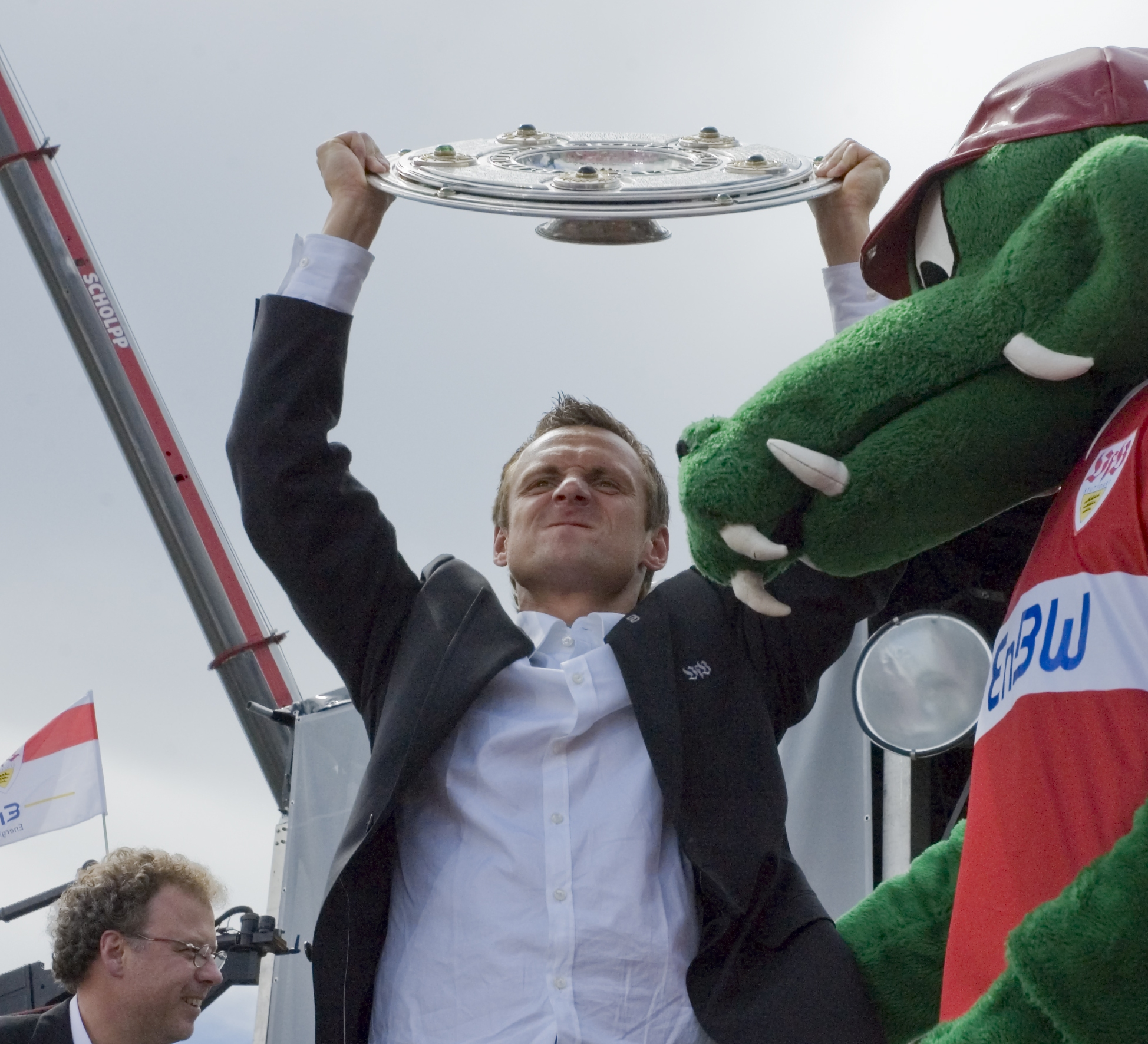
Heiko Gerber (* 1972)

- Gerber, Heinrich (1831–1920), deutscher Architekt, Stadtplaner und kommunaler Baubeamter
- Gerber, Heinrich (1832–1912), deutscher Bauingenieur, Erfinder des Gerberträgers
- Gerber, Heinrich Nikolaus (1702–1775), deutscher Komponist und Organist
- Gerber, Heinz (* 1921), deutscher Fußballspieler
- Gerber, Henry (1892–1972), deutschamerikanischer LGBT-Aktivist
- Gerber, Herbert (* 1914), deutscher Radsportler
- Gerber, Jack (* 1945), südafrikanischer Unternehmer und Autorennfahrer
- Gerber, Jacques (* 1973), Schweizer Politiker (FDP)
- Gerber, Jan (* 1976), deutscher Historiker und Politikwissenschaftler
- Gerber, Janine (* 1974), deutsche Malerin
- Gerber, Jean-Daniel (* 1946), Schweizer Staatssekretär im Eidgenössischen Volkswirtschaftsdepartement
- Gerber, Jennifer Ann (* 1981), Schweizer Schönheitskönigin, Miss Schweiz 2001, Model, ModeratorinJennifer Ann Gerber (* 1981)

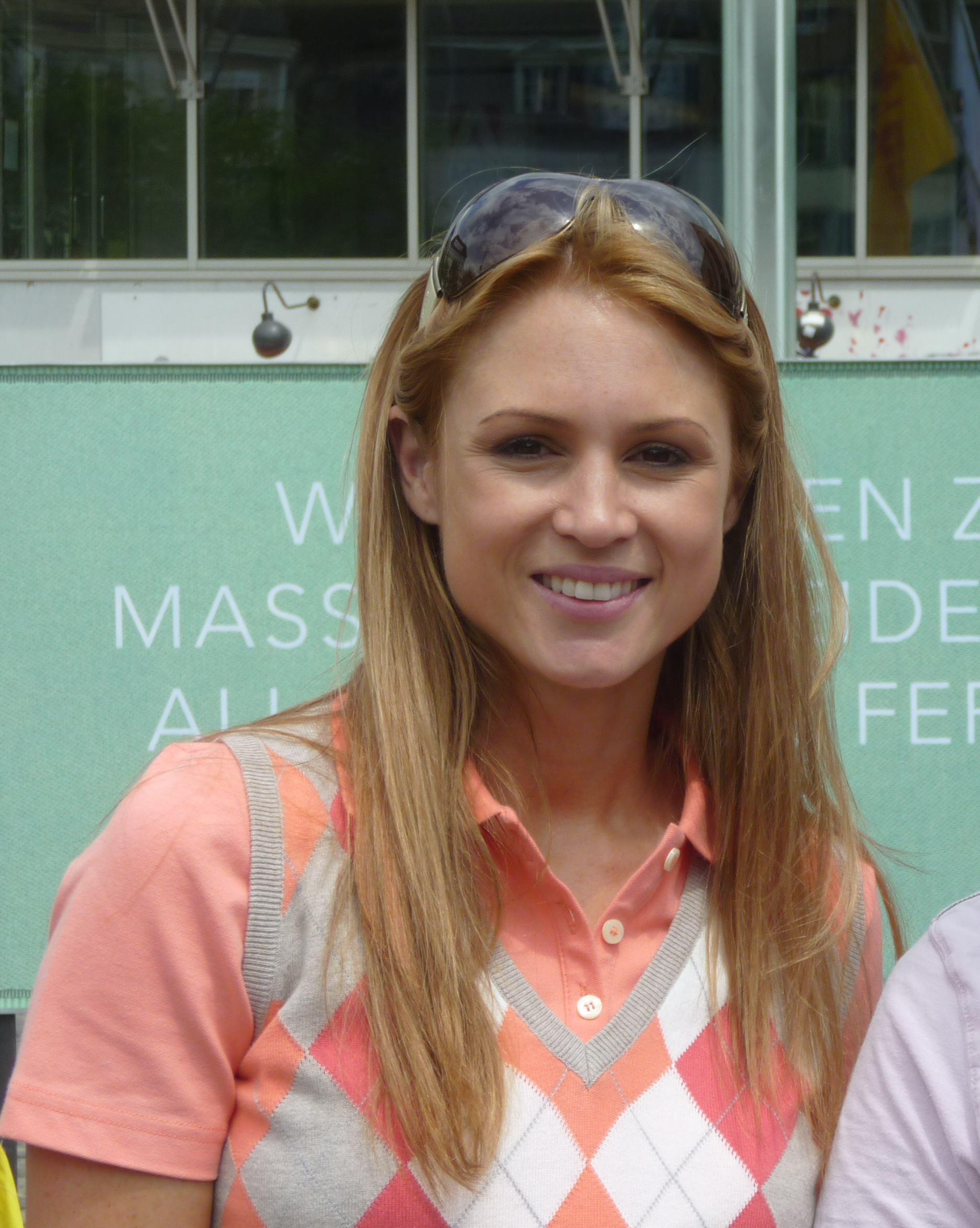
Jennifer Ann Gerber (* 1981)

- Gerber, Jeremi (* 2000), Schweizer Eishockeyspieler
- Gerber, Jerry (* 1951), US-amerikanischer Komponist, Arrangeur und Musikproduzent
- Gerber, Johann Christian (1785–1850), deutscher Theaterschauspieler, -leiter und Opernsänger (Bariton)
- Gerber, Johannes (1919–2004), deutscher Ökonom und Offizier, General der Bundeswehr
- Gerber, Josef Anton (1749–1821), Schweizer Politiker
- Gerber, Kaia (* 2001), US-amerikanisches ModelKaia Gerber (* 2001)

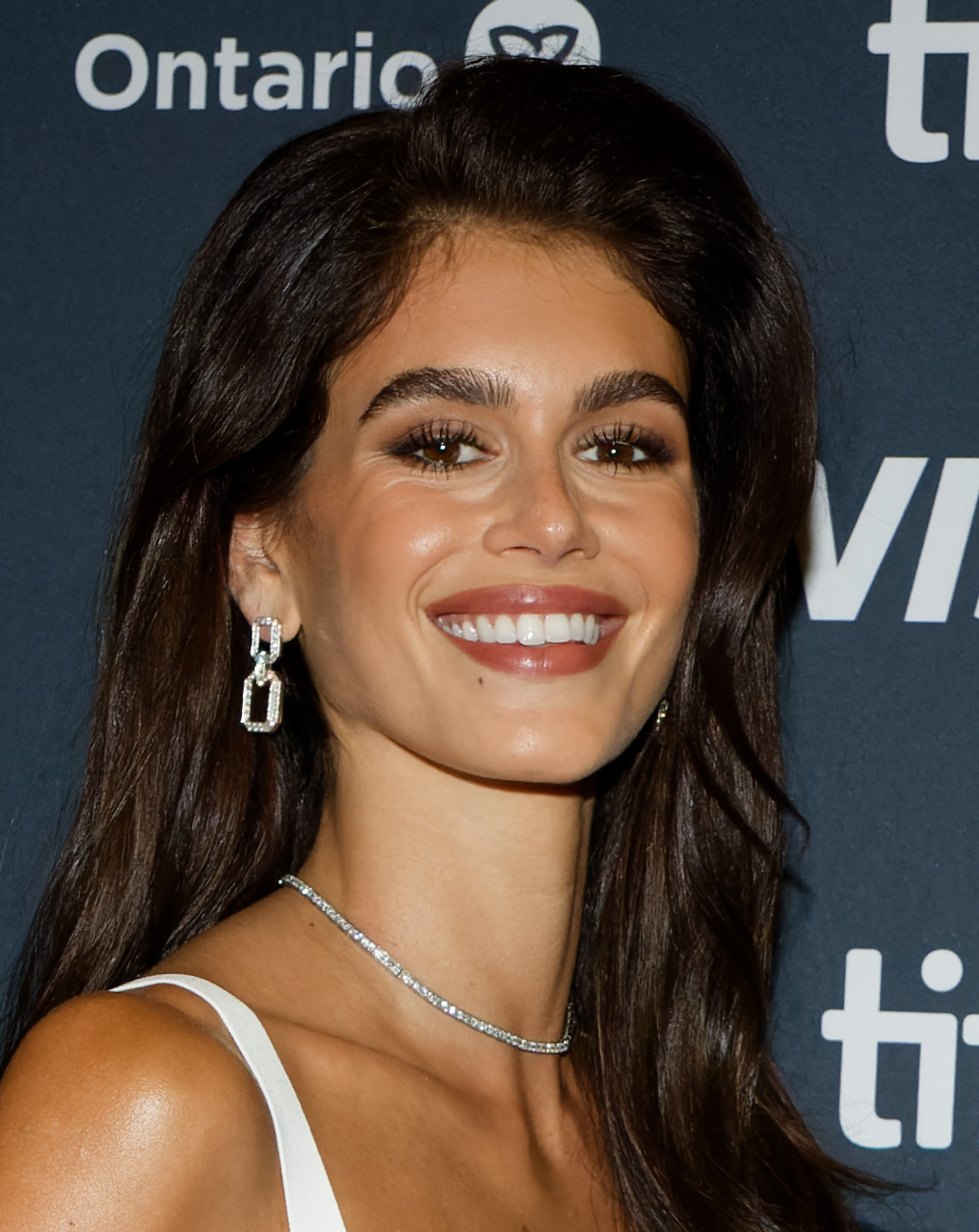
Kaia Gerber (* 2001)

- Gerber, Karin (* 1971), Schweizer Triathletin
- Gerber, Karl (1912–1974), Schweizer Maler
- Gerber, Karl Ludwig (1829–1902), königlich preußischer Generalmajor und zuletzt Direktor der Artilleriewerkstatt in Straßburg
- Gerber, Karl von (1823–1891), deutscher Jurist, Hochschullehrer und königlich sächsischer Staatsminister und Kultusminister
- Gerber, Katja (* 1975), deutsche Judoka
- Gerber, Klaus (* 1943), deutscher Opernsänger (Heldentenor)
- Gerber, Kurt (1913–1984), deutscher Generalmajor der Bundeswehr
- Gerber, Lilo (* 1953), Schweizer Filmeditorin
- Gerber, Lothar (* 1937), deutscher Kameramann
- Gerber, Lukas (* 1998), deutscher Musiktheaterregisseur und Produzent
- Gerber, Magdalena (* 1966), Schweizer Keramikerin, Designerin und Kunstlehrerin
- Gerber, Manfred (* 1938), deutscher Offizier, Generalleutnant der Bundeswehr
- Gerber, Marc Oliver (* 1990), Schweizer Unihockeyspieler
- Gerber, Mario (* 1981), österreichischer Politiker (ÖVP), Landtagsabgeordneter in Tirol
- Gerber, Markus (* 1975), Schweizer Sportwissenschaftler und Hochschullehrer
- Gerber, Martin (* 1974), Schweizer Eishockeytorhüter
- Gerber, Max (1887–1949), Schweizer reformierter Geistlicher und Journalist
- Gerber, Mich (* 1957), Schweizer Komponist und Musiker
- Gerber, Michael (* 1943), deutscher Schauspieler
- Gerber, Michael (* 1969), US-amerikanischer Autor von Parodien
- Gerber, Michael (* 1970), deutscher Geistlicher, römisch-katholischer Bischof von FuldaMichael Gerber (* 1970)

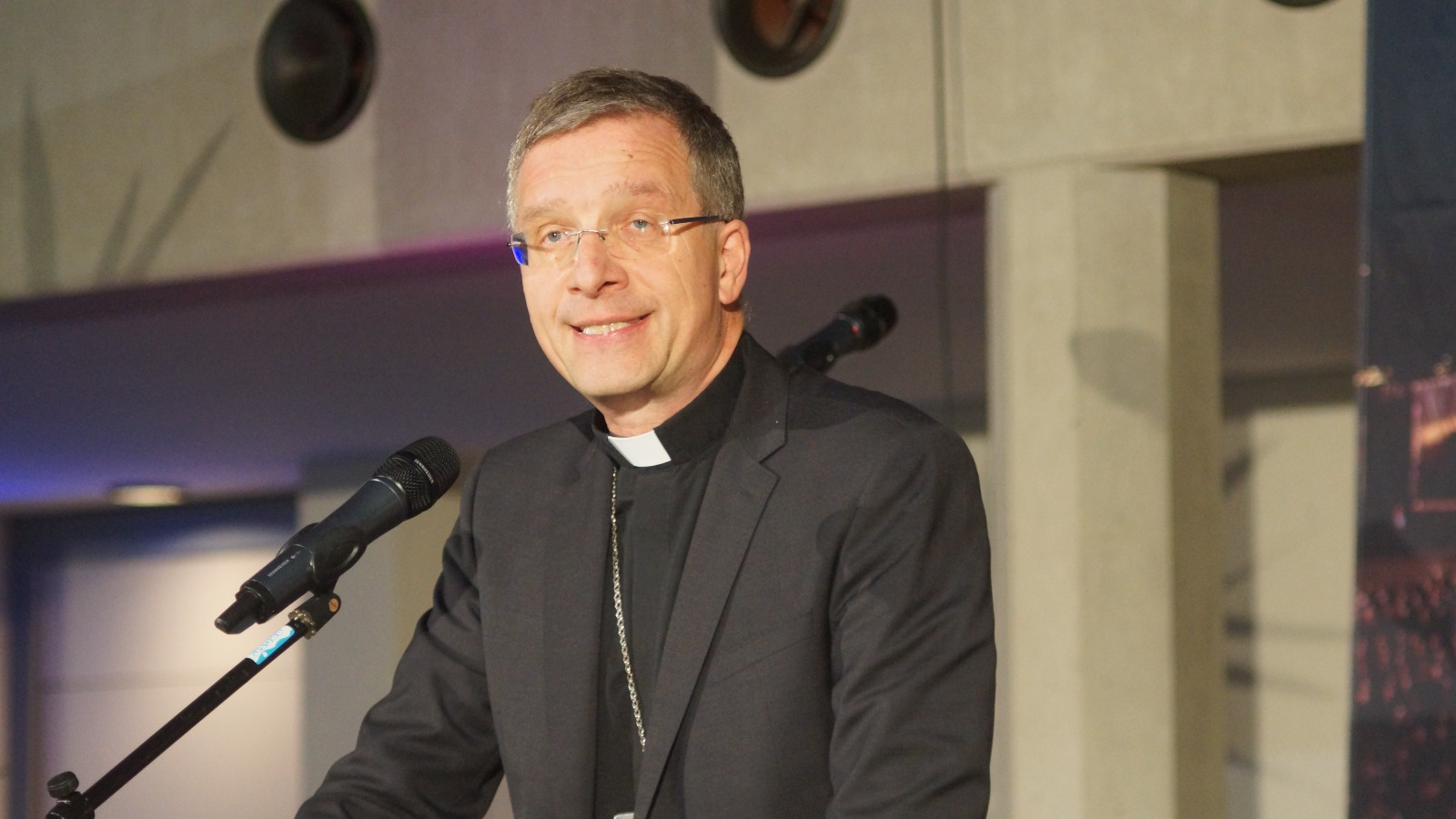
Michael Gerber (* 1970)

- Gerber, Nadine (* 1980), Schweizer Journalistin und Schriftstellerin
- Gerber, Niklaus (1850–1914), Schweizer Chemiker, Erfinder der Acidbutyrometrie
- Gerber, Otti (1922–2009), deutsche Krankenschwester und Sozialpolitikerin
- Gerber, Otto (1884–1961), deutscher Kommunalpolitiker, Oberbürgermeister von Erfurt
- Gerber, Paul (1854–1909), deutscher Physiker
- Gerber, Paul (1889–1941), schweizerischer Jodler und Volkssänger
- Gerber, Paul (1900–1941), Schweizer Handballtrainer
- Gerber, Paul (* 1950), Schweizer Uhrenkonstrukteur
- Gerber, Peter (1923–2012), Schweizer Agronom und Politiker (SVP)
- Gerber, Peter (1944–2020), deutscher Boxer
- Gerber, Peter (* 1964), deutscher Manager
- Gerber, Regula (* 1958), Schweizer Schauspielerin, Regisseurin und Theaterintendantin
- Gerber, René (1908–2006), Schweizer Komponist
- Gerber, Richard (1924–1986), Schweizer Anglist und Hochschullehrer
- Gerber, Robert (* 1953), Schweizer Politiker (FDP) und Polizeikommandant
- Gerber, Roland (1953–2015), deutscher Fußballspieler
- Gerber, Roland (* 1984), Schweizer Eishockeyspieler
- Gerber, Rudolf (1899–1957), deutscher Musikwissenschaftler
- Gerber, Rudolf (1928–2019), Schweizer Jurist
- Gerber, Sandra Daniela (* 1985), Schweizer Snowboarderin
- Gerber, Siegmar (1938–2022), deutscher Mathematiker, Informatiker und Hochschullehrer
- Gerber, Stefan (* 1965), deutscher Linien- und Schiedsrichter im Fußball
- Gerber, Stefan (* 1975), deutscher Neuzeithistoriker
- Gerber, Theo (1928–1997), Schweizer Maler, Lithograf, Bildhauer und Autor
- Gerber, Theophil (1931–2022), deutscher Diplomlandwirt und Autor landwirtschaftlicher Lexika
- Gerber, Thomas (* 1954), deutscher Physiker
- Gerber, Thomas (* 1967), deutscher Schauspieler und Hörspielsprecher
- Gerber, Thomas (* 1967), Schweizer Politiker (Grüne)
- Gerber, Thomas (* 1975), deutscher Koch
- Gerber, Tom (* 1977), Schweizer Filmregisseur und Filmeditor
- Gerber, Tom (* 1993), Schweizer Eishockeyspieler
- Gerber, Traugott († 1743), deutscher Mediziner und Botaniker
- Gerber, Walter (1879–1942), Berner Käsehändler, Erfinder des Schmelzkäses
- Gerber, Walter (1902–1986), Schweizer Elektrotechniker
- Gerber, Walter (* 1907), deutscher Verwaltungsjurist und Landrat
- Gerber, Wolfgang (* 1938), deutscher Jurist, Richter am Bundesgerichtshof (1992–2003)
- Gerber-Hess, Maja (* 1946), Schweizer Schriftstellerin
- Gerberding, Carl-Wilhelm (1894–1984), deutscher Kaufmann und Unternehmer
- Gerberding, Erich (1921–1986), deutscher Schauspieler
- Gerberding, Julie (* 1955), US-amerikanische Expertin für Infektionskrankheiten
- Gerberga, Adlige
- Gerberga, Benediktinerin und Äbtissin von Frauenchiemsee
- Gerberga (913–969), Herzogin von Lothringen und westfränkische KöniginGerberga (913–969)

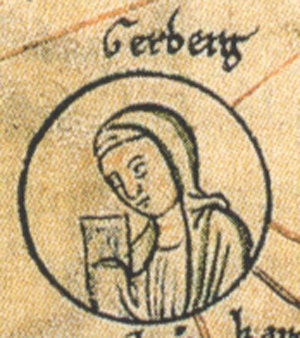
Gerberga (913–969)

- Gerberga I., Äbtissin von Gandersheim
- Gerberga II. († 1001), Äbtissin von Gandersheim
- Gerberga von Burgund († 1019), Gräfin von Werl und Herzogin von Schwaben
- Gerberga von Cappenberg († 1137), deutsche Adlige
- Gerberga von Provence, Gräfin von Provence
- Gerberich, Thomas (* 1954), deutscher Diplomat
- Gerbern († 965), Abt von Corvey
- Gerbert Castus, Schüler des Heiligen Liudger und Missionar der Sachsen
- Gerbert de Montreuil, französischer Dichter und Troubadur
- Gerbert, Camill (1861–1918), evangelischer Prediger und Theologe
- Gerbert, Martin (1720–1793), deutscher Benediktiner, Fürstabt, Theologe, Musikwissenschaftler
- Gerbertus Grube, Bürgermeister in Brilon
- Gerbeth, Dieter (1931–2018), deutscher Maler und Grafiker
- Gerbeth, Hildegard (* 1934), deutsche Grafikerin und Illustratorin
- Gerbezius, Marcus (1658–1718), Krainer Mediziner, Stadtarzt in Laibach und Mitglied der Gelehrtenakademie „Leopoldina“

### Gerbh
- Gerbholz, Heinrich (1910–1952), deutsch-polnischer Landwirt, Todesopfer an der Sektorengrenze in Berlin vor dem Bau der Berliner Mauer

### Gerbi
- Gerbi, Giovanni (1885–1954), italienischer Radrennfahrer
- Gerbi, Yarden (* 1989), israelische Judoka
- Gerbic, Susan (* 1962), US-amerikanische Fotografin und Skeptikerin
- Gerbier, Thierry (1965–2013), französischer Biathlet
- Gerbig, Alexander (1878–1948), deutscher Maler und Grafiker
- Gerbig, Karl (1888–1971), deutscher Orgelbauer in Eberswalde
- Gerbig, Klaus (1939–1992), deutscher Hürdenläufer
- Gerbig, Max (1884–1941), deutscher Politiker (KPD)
- Gerbig, Sven (* 1981), deutscher Eishockeyspieler
- Gerbing, Luise (1855–1927), deutsche Heimatforscherin und Publizistin
- Gerbino, Walter (* 1951), italienischer Psychologe
- Gerbirgis († 1061), Äbtissin des Klosters Geisenfeld

### Gerbl
- Gerbl, Franz Lorenz (1830–1857), deutscher Missionar
- Gerbl, Maximilian (* 1995), Schweizer Handballnationalspieler
- Gerbl, Otto (* 1882), deutscher Rechtsanwalt und Landrat

### Gerbn
- Gerbner, George (1919–2005), US-amerikanischer Kommunikationswissenschaftler und Dichter

### Gerbo
- Gerbod der Flame, Earl of Chester, advocatus von Saint-Bertin
- Gerboldt, Katarina Alexandrowna (* 1989), russische Eiskunstläuferin
- Gerboth, Maria (* 2002), deutsche Nordische Kombiniererin
- Gerboth-Jörges, Christiane (* 1966), deutsche Journalistin und Fernsehmoderatorin
- Gerbothe, Carolin (* 1991), deutsche Politikerin (CDU)

### Gerbr
- Gerbracht, Walter (1942–2019), deutscher Fotograf und Politiker (SPD), MdBB
- Gerbrand, Robert (1903–1961), deutscher katholischer Pfarrer, am Wiederaufbau in Hannover-Misburg beteiligt
- Gerbrandt, Marie (1861–1939), deutsche Schriftstellerin und Zeitschriftenchefredakteurin
- Gerbrandy, Gerben-Jan (* 1967), niederländischer Politiker (Democraten 66), MdEP
- Gerbrandy, Pieter Sjoerds (1885–1961), Ministerpräsident der niederländischen Exilregierung in London
- Gerbrod, Felix (* 1977), deutscher Regisseur
- Gerbron, Marie (* 1986), französisch-britische Handballspielerin

### Gerbu
- Gerbulowa, Natalja Andrejewna (* 1995), russische Biathletin